# Rec (манґа)
Rec (яп. レック, recording, звукозапис) — манґа про починаючу сейю Аке Ондо, мангака — Ханамідзава Ку-Таро. Однойменна аніме-адаптація складається з дев'яти дванадцятихвилинних серій. Крім того, в листопаді 2006 року в Японії була випущена відеогра Rec: Doki Doki Seiyuu Paradise (яп. REC ☆ ドキドキ 声優 パラダイス ☆) в жанрі «симулятор побачень», призначена для платформи PlayStation 2.

## Сюжет
Працівник кондитерської фабрики Мацумару Фуміхіко просить колегу по імені Танака піти з ним у кіно і безуспішно чекає близько кінотеатру. Танака не приходить, і Мацумару в люті зминає квиток, вже збираючись викинути його в сміттєвий кошик, як раптом з'являється молода дівчина на ім'я Онда Ака і вмовляє не витрачати квиток даремно. Вона каже, що із задоволенням сходить в кіно. В результаті, Мацумару і Ака разом дивляться фільм «Римські канікули». Ака — починаюча сейю, озвучує персонажів аніме, але мріє брати участь у дубляжі західних фільмів. Вона обожнює актрису Одрі Гепберн і мріє її озвучувати. Дорогою додому герої з'ясовують, що живуть зовсім поруч. Вони розлучаються, навіть не запитавши імен одне одного, але тієї ж ночі у квартирі Акі трапляється пожежа. Ака вискочила буквально в одній піжамі і тепер змушена ночувати на вулиці, тому Мацумару пропонує їй залишитися на деякий час у нього. Щоб не викликати підозр на роботі, вони зберігають у секреті факт спільного проживання і сексуальних взаємин.

## Персонажі
- Фуміхіко Мацумару (яп. 松 丸 文彦, Мацумару Фуміхіко) — двадцятишестирічний саларімен. Перший успіх приходить до нього тоді, коли Мацумару малює талісман для нової серії цукерок під назвою (японською|«Ха»|は).

Сейю — Макото Ясумура
- Ака Онда (яп. 恩 田 赤, Онда Ака) — головна героїня аніме і манги, маловідома сейю. Симпатична життєрадісна дівчина, яка виглядає молодше своїх двадцяти років. Аку найняли, щоб озвучувати талісман фірми Мацумару — дивного кота, що жує листя.

Сейю — Канако Сакаї
- Есиока (яп. 吉冈) — менеджер Акі.

Сейю — Меґумі Тойоґуті
- Танака (яп. 田中) — колега Мацумару, в яку той був закоханий до того, як зустрів Аку. Як з'ясовується пізніше, вона любить грати чоловіками і намагається розлучити колишнього кавалера з Ако.

Сейю — Кіміко Кояма
- Есіо Хатакеда (яп. 畑 田 良 夫, Хатакеда Есіо) — колега Мацумару, фанат Акі.

Сейю — Дайсуке Оно
- Хідейосі Секігахара (яп. 関ヶ原 秀吉, Секігахара Хідейосі)
- Кадзусі Кубо (яп. 久保 一 志, Кубо Кадзусі)
- Тагагавара (яп. 高 河 原, Такагавара)
- Ао Онда (яп. 音 田 青, Онда Ао)
- Маки Коіваі (яп. 小岩井 まき, Коіваі Маки)
- Масіров Кудо (яп. 工藤 本 白, Кудо Масіров)
- Кеко Сакураба (яп. 桜 庭 杏子, Сакураба Ке: ко)

## Медіа

### Аніме

#### Список серій
Кожна серія називається так само, як один із фільмів за участю Одрі Хепберн.
| № серії | Назва                                                       | Трансляція в Японії |
| ------- | ----------------------------------------------------------- | ------------------- |
| 1       | «Ро:ма но кьо:дзіцу» (ローマの休日)                         | 2 лютого 2006       |
| 2       | «Урувасі но сабуріна» (麗しのサブリナ)                      | 9 лютого 2006       |
| 3       | «Куракунару маде матте» (暗くなるまで待って)                | 16 лютого 2006      |
| 4       | «Ті:фани: де тё:сёку о» (ティファニーで朝食を)              | 23 лютого 2006      |
| 5       | «Хірусагарі но дзё:дзі» (昼下がりの情事)                    | 2 березня 2006      |
| 6       | «Уваса но футарі» (噂の二人)                                | 9 березня 2006      |
| 7       | «Сенсо: то хейва» (戦争と平和)                              | 16 березня 2006     |
| 7.5     | «Юрусаредзару моно» (許されざる者)                          | 16 березня 2006     |
| 8       | «Май меа реді: (англ. My Fair Lady)» (マイ・フェア・レディ) | 23 березня 2006     |
| 9       | «Іцумо футарі де» (いつも２人で)                            | 30 березня 2006     |